# 이반 바르지치
이반 바르지치(Ivan Vargić, 1987년 3월 15일 ~ )은 크로아티아의 축구 선수이며, 현재 무소속이다.